# Kotwica

Kotwica

Kotwica (kotva) byla symbolem široce používaným v polském protinacistickém i protikomunistickém odboji. Za autorku ideje/návrhu je nejčastěji považována Anna Smoleńska (1920-1943), udává se však i umělec Jan Maria Sokołowski, který ji nejspíše graficky zpracoval.

## Historie
Kotwici vytvořili v roce 1942 členové Waweru z Šerých řad. Základem znaku je kombinace písmen P a W, která jsou zkratkou pro „Bojující Polsko“ (pl. Polska Walcząca). Později vznikly alternativní výklady typu Polská armáda (Wojsko Polskie) či varšavské povstání (Powstanie Warszawskie). 
Kotwica se stala symbolem polského protinacistického odboje spolupracujícího s Podzemním státem a Zemskou armádou a zejména obou těchto institucí samotných. Malování těchto symbolů na veřejných prostranstvích bylo nejčastějším typem tzv. malé sabotáže. Zemská armáda ji přijala jako oficiální znak 18. února 1943, byla převzata do její neoficiální vlajky i do emblémů jejich jednotek. 
Komunistický režim symbol kotwice zakázal. Od druhé poloviny 70. let se i proto stala symbolem řady protikomunistických organizací a hnutí.

## Znaky a emblémy

Neoficiální vlajka Zemské armády
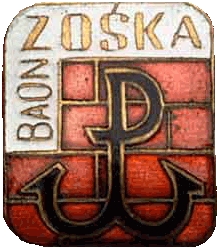
Znak praporu Zośka
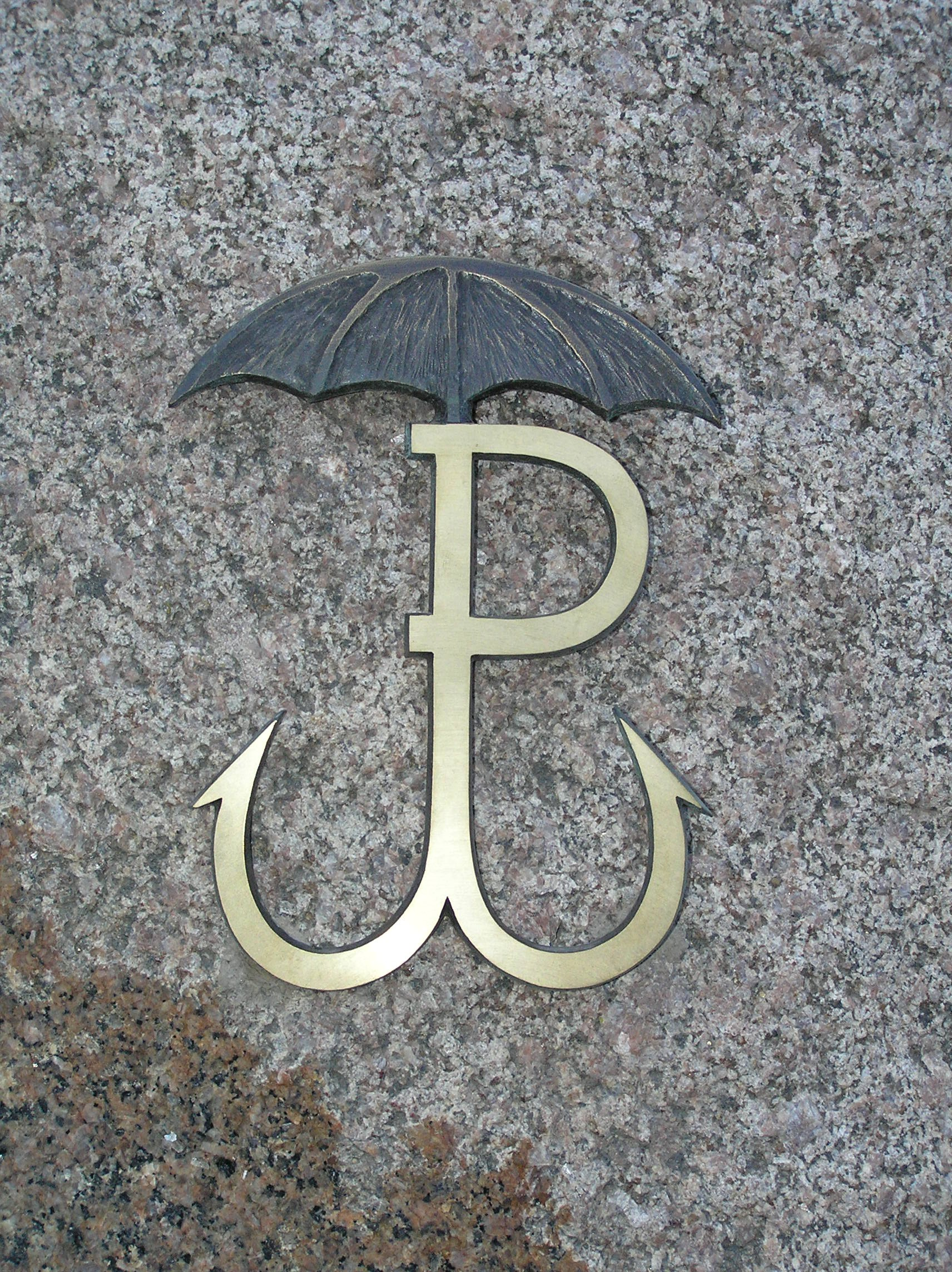
Znak praporu Parasol
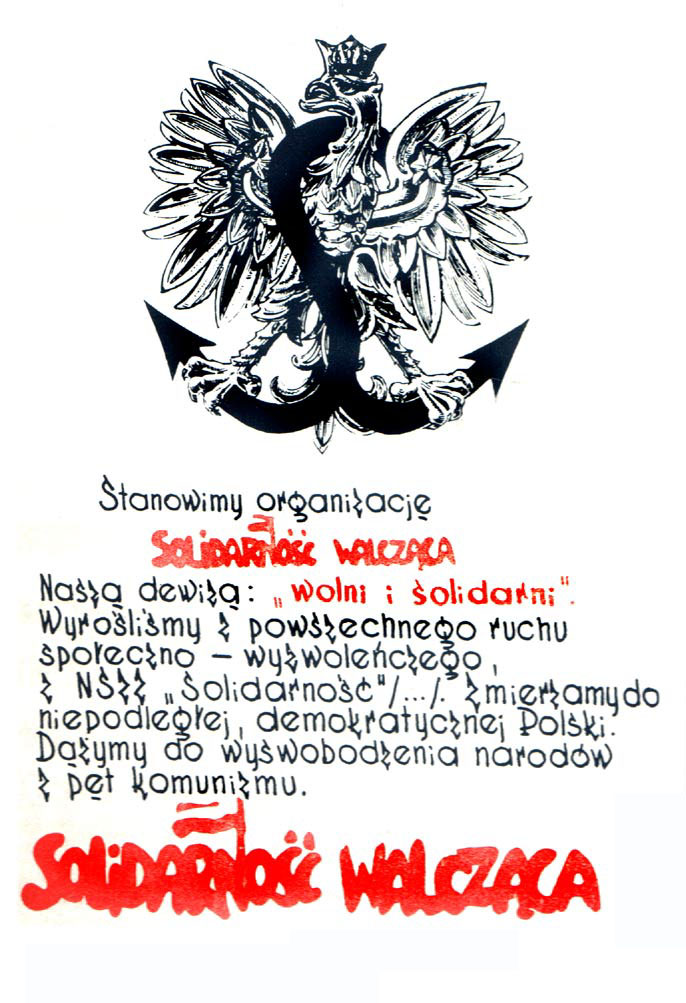
Znak Bojující Solidarity